# Číměř (Jindřichův Hradec-i járás)
Číměř település Csehországban, a Jindřichův Hradec-i járásban. Číměř Dolní Žďár, Kačlehy, Člunek, Stráž nad Nežárkou, Nová Bystřice, Horní Pěna és Lásenice településekkel határos. Lakosainak száma 700 fő (2024. január 1.).

## Népesség
A település lakosságának változását az alábbi diagram mutatja:
| Lakosok száma | 2623 | 2505 | 2066 | 1372 | 821  | 652  | 718  | 721  | 715  | 700  |
|               | 1869 | 1890 | 1921 | 1950 | 1980 | 2001 | 2017 | 2019 | 2022 | 2024 |